# Karta Purukh
Karta Purukh est dans le sikhisme un des noms donnés au Créateur, à Dieu. Page 908 du Guru Granth Sahib, le livre saint des sikhs, il est écrit:
ਬ੍ਰਹਮਾ  ਬਿਸਨੁ  ਮਹੇਸ  ਇਕ  ਮੂਰਤਿ  ਆਪੇ  ਕਰਤਾ  ਕਾਰੀ  ॥੧੨॥
soit:
« Brahma, Vishnu et Shiva sont des formes du Dieu unique. Il est lui-même l'Auteur des actes, créateur et acteur. »